# Заштићена природна добра Јужног Судана
Јужни Судан се одликује великим биодиверзитом, па је сходно томе значајан део његове територије заштићен законом и стављен под управу државе. На основу „Закона о заштити природе Јужног Судана“ из 2003. године издовојене су следеће природне целине - национални паркови и резервати природе.

## Национални паркови
У Јужном Судану установљено је шест националних паркова:
- Национални парк Бандингило
- Национални парк Бома
- Национални парк Лантонто
- Национални парк Нимуле
- Национални парк Шамбе
- Јужни национални парк

## Резервати природе
У Јужном Судану установљено је 12 резервата природе:
- Резерват Ашана
- Резерват Бенгангај
- Резерват Бире Кпатус
- Резерват Боро
- Резерват Зераф
- Резерват Кидепо
- Резерват Мбаризунга
- Резерват Машра
- Резерват Нуматина
- Резерват Фањиканг
- Резерват Челку
- Резерват Џуба

## Заштићена станишта
У Јужном Судану установљена су четири природна заштићена станишта:
- Језеро Амбади
- Језеро Но
- Мочвара Суд
- Планине Иматонг